# Hintergumitsch
Hintergumitsch je naselje v Občini Frantschach-St. Gertraud v Okraju Volšperk na Koroškem v Avstriji.